# Чжугэ Лян
Чжугэ́ Лян (кит. трад. 諸葛亮, упр. 诸葛亮, пиньинь Zhūgě Liàng; 181—234), имя в быту Кунми́н (кит. 孔明, пиньинь Kǒngmíng) — китайский полководец и государственный деятель эпохи Троецарствия (Саньго). Его сын Чжугэ Чжань также стал видным военным и государственным деятелем.

## Биография
Согласно «Истории Трёх Царств» Чэнь Шоу, Чжугэ Лян родился в 181 году в Янду (на территории современного уезда Инань провинции Шаньдун). Он был потомком Чжугэ Фэна, который был инспектором столичной области во времена династии Хань. Его отец Чжугэ Гуй, второе имя которого было Чжугэ Цзюн-гун, был помощником начальника области в последние годы этой династии . У него были двое братьев, старший и младший, и две сестры .
После смерти отца, который умер, когда Чжугэ Лян был ещё ребёнком, Чжугэ Ляна и его младшего брата Чжугэ Цзюня взял на воспитание его двоюродный дядя Чжугэ Сюань, состоявший на службе у Лю Бяо . Вместе с дядей он переехал в провинцию Цзинчжоу, которой в то время управлял губернатор Лю Бяо. После смерти дяди вместе с младшим братом поселился в Улунгане (на территории современного городского округа Наньян в провинции Хэнань), и около десяти лет жил простой крестьянской жизнью.
Когда Лю Бэй бежал от Цао Цао и разместился у Лю Бяо в Синье, то отшельник Сыма Хуэй рассказал ему о Чжугэ Ляне. В 207 году Лю Бэй лично посетил Чжугэ Ляна, и тот изложил ему разработанный им долгосрочный план Лунчжун завоевания господства в Поднебесной. С той поры Чжугэ Лян стал близким соратником Лю Бэя, а Лю Бэй сказал: «Найдя Кунмина, я стал подобен рыбе, нашедшей воду».
В 208 году Лю Бяо скончался. Наследовавший ему сын Лю Цун покорился Цао Цао, не проинформировав предварительно Лю Бэя. Когда Лю Бэй услышал о капитуляции Лю Цуна, то армия Цао Цао уже подходила к Ваньчэну. Лю Бэй во главе своих войск и последователей покинул Фаньчэн и двинулся на юг. В это время к Лю Бэю от Сунь Цюаня прибыл в качестве посла Лу Су, предложивший заключить направленный против Цао Цао союз между Лю Бэем и Сунь Цюанем. Чжугэ Лян направился к Сунь Цюаню в качестве посла Лю Бэя, и союз был заключён. В битве у Красной скалы объединённые войска разгромили армию Цао Цао, и он был вынужден отступить на север.
В 211 году правивший провинцией Ичжоу (занимала Сычуаньскую котловину) Лю Чжан узнал, что Цао Цао собирается атаковать Чжан Лу в Ханьчжуне, и заключил союз с Лю Бэем, чтобы захватить Ханьчжун до того, как это сделает Цао Цао. Оставив Чжугэ Ляна, Гуань Юя, Чжан Фэя и Чжао Юня в Цзинчжоу, Лю Бэй отправился с экспедиционным корпусом в Ичжоу. Там Лю Бэй вместо того, чтобы напасть на Чжан Лу, остановился, и начал закрепляться на этих землях, готовясь к захвату Ичжоу. В 212 году Лю Чжан узнал о планах Лю Бэя, и между ними началась война. Чжугэ Лян, Чжан Фэй и Чжао Юнь привели отряды на помощь Лю Бэю, и в 214 году Лю Чжан капитулировал.
Лю Бэй сделал Чжугэ Ляна «генералом — военным советником» (軍師將軍). Когда Лю Бэй уходил в военные походы — Чжугэ Лян оставался защищать Чэнду и обеспечивал поступление в действующую армию продовольствия и военных припасов. Тем временем в 220 году скончался Цао Цао, а его сын Цао Пэй низложил императора Сянь-ди и провозгласил образование нового царства Вэй. После того, как известия о переходе трона к Цао Пэю (и ложные слухи о казни императора Сянь-ди) достигли Лю Бэя в Ичжоу, тот также в 221 году объявил себя императором и основал царство Шу; Чжугэ Лян стал чэнсяном.
В 222 году Лю Бэй был разбит в битве при Сяотине, а ему пришлось бежать в Байдичэн, где он и скончался в 223 году. На смертном одре он назначил Чжугэ Ляна и Ли Яня, в качестве регентов при своём сыне Лю Шане; Лю Шаню он велел слушаться Чжугэ Ляна как родного отца. Лю Шань, взойдя на трон, даровал Чжугэ Ляну титул Улянского хоу (武鄉侯), а вскоре сделал губернатором провинции Ичжоу и поручил ему все государственные дела.
В качестве главной цели Чжугэ Лян положил восстановление империи Хань и династии Лю на её троне (Лю Бэй считал себя продолжателем дела империи Хань, являясь отдалённым потомком её императорской фамилии, а род Цао, провозгласивший царство Вэй, являлся, таким образом, узурпаторами). Для этого требовалось первым делом упрочить своё положение в Шу. Он заключил союз с Восточным У, и отправлся в 225 году в поход против южных племён, чтобы местные кланы не могли при их поддержке организовать восстание. Чжугэ Лян семь раз победил их предводителя Мэн Хо, что обеспечило безопасность южных границ Шу и позволило начать войну против северного царства Вэй.
В 227—234 годах Чжугэ Лян совершил пять северных походов, но все они (за исключением одного) завершились неудачами. В 234 году во время очередного похода против царства Вэй Чжугэ Лян серьёзно заболел. Узнав про это, Лю Шань отправил к Чжугэ Ляну своего секретаря Ли Фу, чтобы тот записал советы Чжугэ Ляна по важнейшим государственным делам. Среди прочего Чжугэ Лян посоветовал, чтобы его преемником стал Цзян Вань, а преемником Цзян Ваня был бы Фэй И. На вопрос Ли Фу о том, кто должен быть преемником Фэй И, Чжугэ Лян отвечать отказался. Вскоре после этого Чжугэ Лян скончался; следуя инструкциям Чжугэ Ляна Лю Шань назначил новым регентом Цзян Ваня.

## Наследие
Чжугэ Лян написал много книг по военному искусству, философии и т. д. Но до наших дней дошли только «Книга Сердца» и «Наставление моим сыновьям».
За хитрость и удачу Чжугэ Лян получил прозвание «Невидимый дракон» (другие возможные переводы: «Спящий дракон» (кит. трад. 伏龍, пиньинь fú lóng), «Свернувшийся дракон» (кит. трад. 臥龍, пиньинь wò lóng)).
В китайском языке фамилия и имя Чжугэ Ляна со временем превратились в существительное «чжугэлян» (кит. 诸葛亮), обозначающее прозорливого и очень умного человека .
Существует также слово «кунчэнцзи» (кит. 空城计), то есть «манёвр с пустым городом». Оно восходит к истории о том, как Чжугэ Лян, оказавшийся без войск в беззащитном городе, обманул стоявшего с армией перед этим городом Сыма И, приказав раскрыть перед ним ворота. Это выражение обозначает, что кто-то напускает на себя грозный вид и таким образом обманывает противника .
Кроме того, Чжугэ Лян часто упоминается в китайских поговорках и крылатых выражениях.
- Поговорка «Три простых сапожника могут составить (превзойдут) одного Чжугэ Ляна» (кит. 三个臭皮匠凑成（顶）-- 个诸葛亮) приблизительно соответствует русской поговорке «Одна голова хорошо, а две лучше».
- Поговорка «Некрасивая жена Чжугэ Ляна — сокровище для семьи» (кит. 诸葛亮的丑妻 -- 家中宝) приблизительно соответствует русской поговорке «Не родись красивой, а родись счастливой».
- Выражение «После события Чжугэ Лян» (кит. 事后诸葛亮) приблизительно соответствует выражениям «крепок задним умом» или «махать кулаками после драки» в русском языке.
- Выражение «Посоветовать, как Чжугэ Лян» (кит. 诸葛亮会 -- 献计献策) означает, что кто-то дал хороший совет или внёс ценное предложение.
- Выражение «Царство Шу получило своего дракона, царство У получило своего тигра, царство Вэй получило свою собаку» (кит. 蜀得其龙，吴得其虎，魏得其狗) означает, что всякий получает то, чего он заслуживает. В данном выражении под драконом подразумевается сам Чжугэ Лян, а под тигром и собакой — его менее талантливые старший брат Чжугэ Цзинь (кит. 诸葛堇) и двоюродный брат Чжугэ Дань (кит. 诸葛诞).

## В традиционной китайской литературе
- Чжугэ Ляну посвящены стихи нескольких поэтов танской эпохи (например, Су Ши и Ду Фу. Уже в стихотворении Ду Фу «Храм Князя Воинственного» говорится о существовавшем в Китае культе Чжугэ Ляна и выстроенном в его честь храме. В стихотворении «План Восьми Расположений» того же автора впервые в китайской культуре появляется упоминание о лабиринте из камней, будто бы созданном этим полководцем.
- Примерно тогда же в Китае начинает складываться традиция устного народного сказа, посвящённая героям эпохи Троецарствия. Одним из её главных героев был и Чжугэ Лян. Несколько позже, на основе этих устных сказаний, появляется народный роман (пинхуа) анонимного автора «Пинхуа по Истории Троецарствия». В этом романе, который заканчивался смертью Чжугэ Ляна и его возвращением на небо, он был воплощением звезды, упавшей на землю [9].
- Несколько позже писатель Ло Гуань-чжун создал на основе этого анонимного произведения китайский классический роман «Троецарствие» (XIV век), где Чжугэ Лян выступает как олицетворение мудрости, опыта, военной хитрости и изобретательности. Его реальные военные победы приукрашены и романтизированы, так как автором романа использовались не только исторические, но и фольклорно-легендарные источники. Помимо этого, Ло Гуань-чжун с высокой долей вероятности воспользовался комментариями Пэй Сун-чжи (кит. 裴松之) к династической хронике «История Трёх Царств»(кит. 三国志) учёного-историка Чэнь Шоу(кит. 陈寿, годы жизни — 233—297 гг.), в которых постоянно упоминаются совершённые Чжугэ Ляном чудеса (например, вызов ветров и туманов).
- Различные предания приписывают Чжугэ Ляну изобретение мины, тачки, скоростного самострела чжугэ-ну, сигнального фонаря (фактически ранней формы беспилотного воздушного шара), а также исходно близкого к мантам блюда «маньтоу», исходно соответствующие рецептуре сегодняшних баоцзы.
- Чжугэ Лян изображен в У Шуан Пу (кит. 無雙 譜, Таблица несравненных героев) Цзинь Гуляна.

## В современном искусстве

### В сериалах и фильмах
- Чжугэ Лян является протагонистом гонконгского телевизионного сериала «Чжугэ Лян» (кит. 諸葛亮, англ. The Legendary Prime Minister – Zhuge Liang), снятого в 1985 году. Этот сериал представляет собой крайне свободную адаптацию средневекового романа Ло Гуань-чжуна «Троецарствие», в который сценаристы добавили линию романтических взаимоотношений между Чжугэ Ляном и Сяо-цяо.
- Чжугэ Лян выступает в качестве одного из главных героев в сериале «Троецарствие» (кит. 三國演義), снятом в КНР в 1994 году.
- Чжугэ Лян появляется в гонконгском фильме «Троцарствие: Возрождение Дракона», посвящённого приключениям Чжао Юня. Он был снят в 2008 году.
- Чжугэ Лян является одним из главных героев сериала «Троецарствие» (кит. 三國演義), созданного в КНР в 2010 году также по книге Ло Гуань-чжуна.
- Чжугэ Лян выступает в качестве одного из главных героев исторического фильма «Битва у Красной Скалы».

### В аниме и манге
- Чжугэ Лян является одним из главных героев японского аниме-сериала «Стальные Хроники Царств» (яп. 鋼鉄三国志), очень свободно следующего сюжету романа Ло Гуань-чжуна.
- Чжугэ Лян действует в гонконгском маньхуа «Огненный феникс опаляет равнины» (кит. 火鳳燎原).
- Приключениям Чжугэ Ляна, который после смерти чудесным образом переносится в современный Токио и становится наставником для молодой певицы, посвящены японские манга и аниме-сериал  «Тусовщик Кунмин[англ.]» (яп. パリピ孔明 парипи кумэй).